# Try and Get It
Try and Get It er en amerikansk stumfilm fra 1924 instrueret af Cullen Tate.

## Medvirkende
- Bryant Washburn som Joseph Merrill
- Billie Dove som Rhoda Perrin
- Edward Everett Horton som Glenn Collins
- Joseph Kilgour som Larry Donovan
- Lionel Belmore som Timothy Perrin
- Rose Dione som Madame Florio
- Hazel Deane
- Carl Stockdale